# Life in Technicolor II
«Life in Technicolor II» (també escrita com «Life in Technicolor ii») és una cançó de la banda britànica Coldplay llançada com a primer senzill de l'EP Prospekt's March. Es tracta de la versió amb veu de la cançó instrumental "Life in Technicolor", inclosa en el seu anterior àlbum d'estudi Viva la Vida or Death and All His Friends. Tot i que es va llançar un CD senzill promocional a finals del 2008, el senzill es va publicar oficialment el 2 de febrer de 2009. El senzill anava acompanyat de la cançó inèdita "The Goldrush", una de les poques cançons de Coldplay cantades pel bateria Will Champion.
El videoclip, dirigit per Dougal Wilson, fou estrenat el 20 de gener de 2009 als canals 4Music i Channel 4.
La cançó fou nominada a dos premis Grammy (2009) per a la millor actuació de rock per duet o grup vocal i pel millor videoclip curt. El videoclip també fou nominat ens els premis UK Music Video Awards per la millor direcció artística i pels millors efectes especials.

## Llista de cançons
Descàrrega digital
1. "Life in Technicolor II" – 4:05
2. "Life in Technicolor II" (Directe @ The O2, Londres) – 3:36
3. "The Goldrush" – 2:29

Vinil 7"
A. "Life in Technicolor II" – 4:05
B. "The Goldrush" – 2:29
Promocional
Ràdio CD EUA
1. "Life in Technicolor II" (Edició ràdio) – 3:12

Promo CD EUA
1. "Life in Technicolor II" (Edició pop) – 3:14
2. "Life in Technicolor II" (Edició ràdio) – 3:37
3. "Life in Technicolor II" (Instrumental) – 4:06

Promo CD UK
1. "Life in Technicolor II" (Edició ràdio) – 3:37
2. "Life in Technicolor II" (Versió Prospekt's March) – 4:05